# Lathyrismus
Bei Lathyrismus handelt es sich um eine chronische neurologische Erkrankung toxischer Genese. Lathyrismus wird durch dauerhaften Genuss von Mehl der trockenheitsresistenten Saat-Platterbse (Lathyrus sativus) verursacht und ist ein Beispiel für die Wirkung eines natürlichen Exzitotoxins, das selektiv auf das erste Motoneuron wirkt.

## Ätiologie
Das wirksame Toxin ist β-Oxalylamino-L-alanin (BOAA), das selektiv auf den AMPA-Glutamat-Rezeptor wirkt. Die chronische Einnahme des Toxins resultiert in erhöhten intrazellulären Konzentrationen freier Radikale und in verringerter Funktion der mitochondrialen oxidativen Phosphorylierung.
Pathologisch sind vorwiegend die Betzschen Riesenzellen des primär motorischen Cortex betroffen, die die Muskeln der unteren Extremität innervieren.

## Symptome

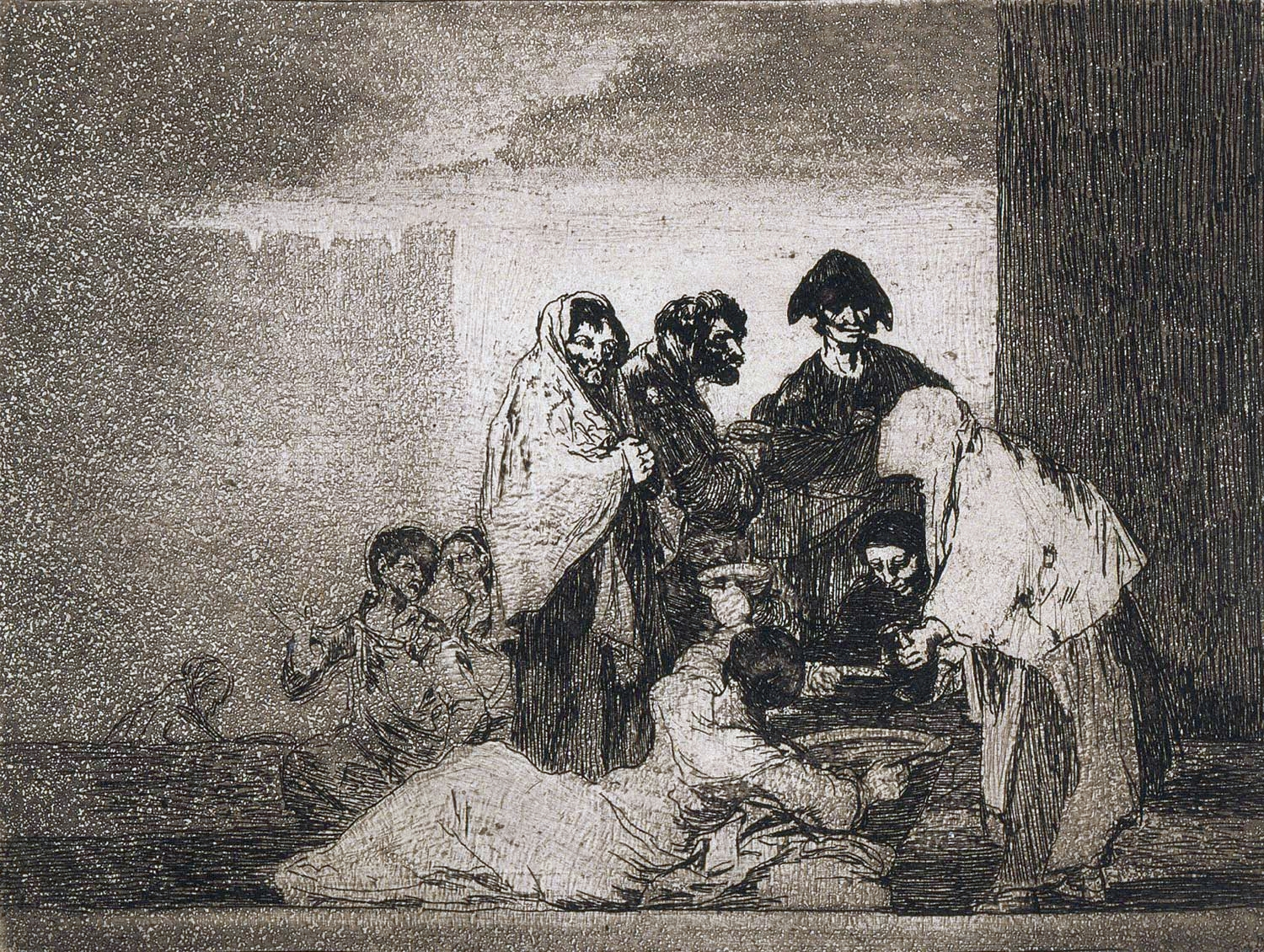
Lathyrismuskranke in Spanien während der Zeit der Napoleonischen Kriege: Gracias a la Almorta („Dank der Platterbse“), Radierung von Francisco de Goya

Klinisch manifestiert sich Lathyrismus-Neurotoxizität in Muskelspasmen, Krämpfen der Extremitätenmuskulatur und progressive spastische Lähmung (Parese) der Beinmuskulatur. Typisch ist der Gang, bei dem die Betroffenen faktisch von einem Bein aufs andere fallen. Gefühls- und Blasenfunktionsstörungen können ebenfalls auftreten. Gelegentlich wird ein grobschlägiger Tremor der Arme beobachtet.

## Vorkommen
Lathyrismus tritt epidemisch in Trockenheitsgebieten auf, wenn das Mehl der Platterbse zum Hauptnahrungsmittel wird. Epidemien wurden in Bangladesh, China, Äthiopien und Indien beschrieben. Historische Ausbrüche gab es beispielsweise in Spanien zur Zeit der Napoleonischen Kriege, als die hungernde Bevölkerung sich vor allem von Platterbsen (spanisch Almorta) ernährte.
Tierexperimentell lassen sich auch Störungen der enchondralen Ossifikation mit daraus resultierenden Knochenveränderungen auslösen (Osteo-Angio-Lathyrismus).